# Beschieting op Nangpa La op 30 september 2006

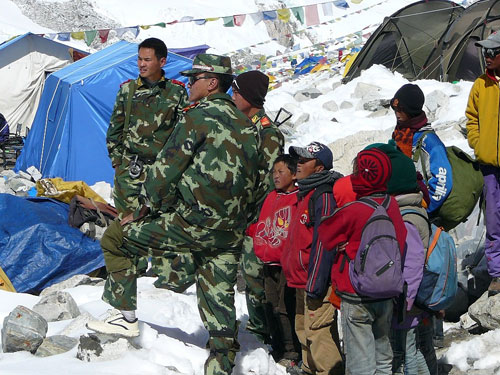
Enkele gevangengenomen overlevers met Chinese grenswachten aan het basiskamp in Cho Oyu.

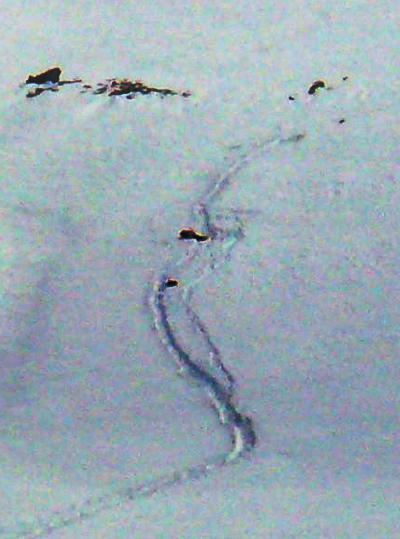
Kelsang Namtso ligt in de sneeuw, nadat zij vermoord is.

De beschieting op Nangpa La was een beschieting op 30 september 2006 van 75 Tibetaanse pelgrims en twee gidsen die de Tibetaanse Autonome Regio in de Volksrepubliek China probeerden te ontvluchten via de bergpas Nangpa La, op de grens met Nepal.

## Beschrijving van het incident
In de groep bevonden zich veel kinderen. De vluchtelingen werden vanaf een afstand beschoten door de Chinese Grensveiligheidsdienst, toen ze zich langzaam een weg baanden door een sneeuwlaag tot op borsthoogte. Hoewel de groep niet bewapend was, verklaarde de Chinese politie uit zelfverdediging te hebben geschoten.
Van twee slachtoffers werd de dood officieel bevestigd: Kelsang Namtso, een non van 17, en Kunsang Namgyal, een man van 23. Ooggetuigen spreken echter van minimaal zeven, terwijl er sindsdien in het totaal achttien Tibetanen waaronder een kind van zeven jaar oud worden vermist. 41 van de 75 vluchtelingen bereikten het opvangkamp voor vluchtelingen in Kathmandu, Nepal en kwamen twee weken later aan op hun bestemming: Dharamsala, in Noord-India, de zetel in ballingschap van dalai lama Tenzin Gyatso.
Nangpa La is een bergpas die sinds 2001 weer open stond voor handelaren. Ook lag het in zicht vanaf het basiskamp (BC) dicht bij de op zeven na hoogste berg van de wereld, Cho Oyu, en het hoger gelegen basiskamp (ABC, advanced base camp). Deze basiskampen worden gebruikt voor de klimsport, waardoor tientallen buitenlanders getuige waren van de schietpartij; klimmer Pavle Kozjek maakte foto's die in veel journaals ter wereld werden vertoond. Volgens een klimmer werden de bergbeklimmers gefilmd door het Chinese veiligheidspersoneel in het kamp.

## Gerelateerde films
- Escape from Tibet (1997)
- Tibet: Murder in the Snow documentaire uit 2008